# Magnus II di Brunswick-Wolfenbüttel
Magnus II di Brunswick-Wolfenbüttel (chiamato anche Magnus con la Collana (latino: Magnus Torquatus); 1324 – 25 luglio 1373) fu duca di Brunswick-Lüneburg, governando sui principati di Wolfenbüttel e, temporaneamente, di Lüneburg.

## Biografia
Era figlio di Magnus il Pio, duca di Brunswick-Lüneburg e principe di Wolfenbüttel.
Nel 1362 Magnus ed il fratello Ludovico aiutarono il loro fratello, il principe-arcivescovo Alberto II di Brema, ad affermare la propria autorità nei confronti dell'amministratore diocesano in carica, Maurizio d'Oldenburg, che reclamava per sé il diritto a sedere sulla cattedra arcivescovile. Magnus, Ludovico e il suocero di quest'ultimo, Guglielmo II di Brunswick-Lüneburg-Celle, con le loro truppe assediarono Maurizio nel castello arcivescovile di Vörde e lo obbligarono a rassegnare le dimissioni.
Dopo la morte del fratello Ludovico nel 1367, Magnus divenne l'erede designato di entrambi i principati afferenti al ducato, Wolfenbüttel e Celle (a volte detto anche Lüneburg). Quando, nel 1369, il padre e Guglielmo II, che governava su Celle, morirono, Magnus succedette loro sui troni vacanti. Già nel 1370, però, egli perse Celle a favore dei duchi ascanidi di Sassonia-Wittenberg, Alberto e lo zio Venceslao, elettore di Sassonia-Wittenberg, che li avevano ricevuti dall'imperatore Carlo IV, il quale aveva inoltre bandito Magnus. Numerose città, tra cui Luneburgo, Uelzen ed Hannover giurarono fedeltà alla casa di Ascania. Magnus riuscì però a mantenere la città di Braunschweig, pur con molte difficoltà. La guerra di successione di Lüneburg si protrasse per numerosi anni dopo la morte di Magnus, che avvenne durante la battaglia di Leveste, parte dell'attuale Gehrden), nei pressi delle Deister, il 25 luglio 1373.

## Matrimonio e discendenza
Magnus sposò la principessa Caterina di Anhalt-Bernburg (1330 circa – 30 gennaio 1390), figlia di Bernardo III; rimasta vedova, essa sposò il nemico di Magnus, il duca Alberto di Sassonia-Wittenberg. Magnus e Caterina ebbero i seguenti figli:
- Caterina Elisabetta di Brunswick-Lüneburg; sposò Gerardo II/IV, duca di Schleswig e conte di Holstein-Rendsburg (morto nel 1404);
- Federico I (1357 – 5 giugno 1400), sposò Anna di Sassonia (morta nel 1440);
- Bernardo I (morto a Winsen, 11 giugno 1434), sposò Margherita di Sassonia (1370-1418);
- Enrico il Mite (morto a Uelzen, il 14 ottobre 1416), sposò Sofia di Pomerania ed in seconde nozze Margherita d'Assia (1389-1446);
- Agnese I (morta il 21 marzo 1410), sposò Alberto II, duca di Brunswick-Lüneburg-Grubenhagen (1339-1383);
- Elena, sposò Eric I, conte di Hoya (m. 1427);
- Elisabetta (morta il 2 ottobre 1420), sposò Maurizio IV, conte di Oldenburg (1380-1420);
- Agnese II (prima del 1356 – entro il 1416), sposò Busso IV, conte di Mansfeld; in seguito si risposò con Bogislav VI, duca di Pomerania-Wolgast (morto nel 1393) e con il re Alberto di Svezia (morto nel 1412);
- Sofia (1358 circa – prima del 28 maggio 1416), sposò il duca Eric IV di Sassonia-Lauenburg (morto nel 1411/1412);
- Maud o Matilde (circa 1370 – 23 febbraio 1433), sposò Ottone III, conte di Hoya (morto nel 1428);
- Ottone, arcivescovo di Brema (circa 1364– 30 giugno 1406).

## Ascendenza
|                                            |                                      |                            | Genitori              |  |  | Nonni |  |  | Bisnonni                        |  |  | Trisnonni                      |  |
|                                            |                                      |                            |                       |  |  |       |  |  | Alberto I di Brunswick-Lüneburg |  |  | Ottone I di Brunswick-Lüneburg |  |
|                                            |                                      |                            |                       |  |  |       |  |  | Alberto I di Brunswick-Lüneburg |  |  | Ottone I di Brunswick-Lüneburg |  |
|                                            |                                      | Matilda del Brandeburgo    |                       |  |  |       |  |  | Alberto I di Brunswick-Lüneburg |  |  |                                |  |
| Alberto II di Brunswick-Lüneburg           |                                      |                            |                       |  |  |       |  |  | Alberto I di Brunswick-Lüneburg |  |  |                                |  |
|                                            |                                      | Alessia del Monferrato     | …                     |  |  |       |  |  |                                 |  |  |                                |  |
|                                            |                                      | Alessia del Monferrato     | …                     |  |  |       |  |  |                                 |  |  |                                |  |
|                                            |                                      | Alessia del Monferrato     | …                     |  |  |       |  |  |                                 |  |  |                                |  |
| Magnus I di Brunswick-Wolfenbüttel         |                                      | Alessia del Monferrato     |                       |  |  |       |  |  |                                 |  |  |                                |  |
|                                            |                                      | Enrico I di Werle          | Nicola I di Werle     |  |  |       |  |  |                                 |  |  |                                |  |
|                                            |                                      | Enrico I di Werle          | Nicola I di Werle     |  |  |       |  |  |                                 |  |  |                                |  |
|                                            |                                      | Enrico I di Werle          | …                     |  |  |       |  |  |                                 |  |  |                                |  |
| Rixa di Werle                              |                                      | Enrico I di Werle          |                       |  |  |       |  |  |                                 |  |  |                                |  |
|                                            |                                      | Rikissa Birgersdotter      | …                     |  |  |       |  |  |                                 |  |  |                                |  |
|                                            |                                      | Rikissa Birgersdotter      | …                     |  |  |       |  |  |                                 |  |  |                                |  |
|                                            |                                      | Rikissa Birgersdotter      | …                     |  |  |       |  |  |                                 |  |  |                                |  |
| Magnus II di Brunswick-Wolfenbüttel        |                                      | Rikissa Birgersdotter      |                       |  |  |       |  |  |                                 |  |  |                                |  |
|                                            | Giovanni I, Margravio di Brandeburgo | Alberto II di Brandeburgo  |                       |  |  |       |  |  |                                 |  |  |                                |  |
|                                            | Giovanni I, Margravio di Brandeburgo | Alberto II di Brandeburgo  |                       |  |  |       |  |  |                                 |  |  |                                |  |
|                                            | Giovanni I, Margravio di Brandeburgo | Matilde di Groitzsch       |                       |  |  |       |  |  |                                 |  |  |                                |  |
| Enrico I, Margravio di Brandeburgo-Stendal | Giovanni I, Margravio di Brandeburgo |                            |                       |  |  |       |  |  |                                 |  |  |                                |  |
|                                            |                                      | Jutta di Sassonia          | Alberto I di Sassonia |  |  |       |  |  |                                 |  |  |                                |  |
|                                            |                                      | Jutta di Sassonia          | Alberto I di Sassonia |  |  |       |  |  |                                 |  |  |                                |  |
|                                            |                                      | Jutta di Sassonia          | Agnese di Turingia    |  |  |       |  |  |                                 |  |  |                                |  |
| Sofia di Brandeburgo                       |                                      | Jutta di Sassonia          |                       |  |  |       |  |  |                                 |  |  |                                |  |
|                                            |                                      | Ludovico II del Palatinato | Ottone II di Baviera  |  |  |       |  |  |                                 |  |  |                                |  |
|                                            |                                      | Ludovico II del Palatinato | Ottone II di Baviera  |  |  |       |  |  |                                 |  |  |                                |  |
|                                            |                                      | Ludovico II del Palatinato | Agnese del Palatinato |  |  |       |  |  |                                 |  |  |                                |  |
| Agnese di Baviera                          |                                      | Ludovico II del Palatinato |                       |  |  |       |  |  |                                 |  |  |                                |  |
|                                            |                                      | Matilde d'Asburgo          | Rodolfo I d'Asburgo   |  |  |       |  |  |                                 |  |  |                                |  |
|                                            |                                      | Matilde d'Asburgo          | Rodolfo I d'Asburgo   |  |  |       |  |  |                                 |  |  |                                |  |
|                                            |                                      | Matilde d'Asburgo          | Gertrude di Hohenberg |  |  |       |  |  |                                 |  |  |                                |  |
|                                            |                                      | Matilde d'Asburgo          |                       |  |  |       |  |  |                                 |  |  |                                |  |